# 影山莉菜
影山 莉菜（かげやま りな、1966年7月4日 - ）は、埼玉県出身、渋谷道頓堀劇場所属の元ストリッパー。身長153cm・スリーサイズはB82・W60・H85、血液型はO型。「11PM」、「EXテレビ」にも出演していた。のちに当時「日本一の人気ストリッパー」と言われた彼女は「伝説の踊り子」として語り継がれている。

## 略歴
1986年9月に渋谷道頓堀劇場にてデビュー。清水ひとみの跡を継いで道頓堀劇場の看板娘となる。1989年にはビデオや写真集がヒットして人気の頂点を極める。1991年、5周年公演を行うが、ビル5階の駐車場から車で墜落、腰骨、脊髄を痛めるが、全治6ヶ月のところを3ヶ月で舞台に戻る。1995年11月5日渋谷道頓堀劇場閉館（のちに再オープン）に伴い引退。
AV界からの誘いも何回かあったというが、本人にその意思はなく「本業はあくまで劇場で、お客さんに楽しんでもらうこと。」としていた。スキューバライセンスを取得しており、水中ヌードも公開した。

## 出演作品

### オリジナルビデオ
- TOKYO DOLL（1992年 東映ビデオ）
- 丹波哲郎の大逆転（1992年 JVD）

### イメージビデオ
- 元気を出して（1989年 大陸書房）
- ラストショー さようなら渋谷道頓堀劇場（1996年 ペンハウス）

### 写真集
- 美少女 媚熱感（1989年 コスミックインターナショナル）
- Dancing Doll（1991年 ワニブックス）
- 影山莉菜伝説（1995年 青人社）